# Capparis zeylanica
Capparis zeylanica là một loài thực vật có hoa trong họ Capparaceae. Loài này được Carl von Linné mô tả khoa học đầu tiên năm 1762.